# Gulfstream G100
El Gulfstream G100, anteriorment conegut com Astra SPX, és un reactor executiu bimotor dissenyat per Israel Aircraft Industries, ara fabricat per Gulfstream Aerospace. La designació de la USAF per al G100 és C-38 Courier.

## Disseny i desenvolupament
L'Astra és una evolució del Jet Commander de Rockwell, pel qual IAI havia obtingut la llicència de producció en 1968, i l'IAI Westwind. Astra més tard va evolucionar al reactor executiu Galaxy (més tard el Gulfstream G200) durant els noranta.
Els treballs en un Westwind millorat van començar a l'inici dels vuitanta, amb el vol del primer prototip el 19 de març de 1984. El primer Astra va volar el març de 1985, amb el certificat de la FAA obtingut a l'agost de 1985 i els lliuraments de l'avió van començar en 1986.

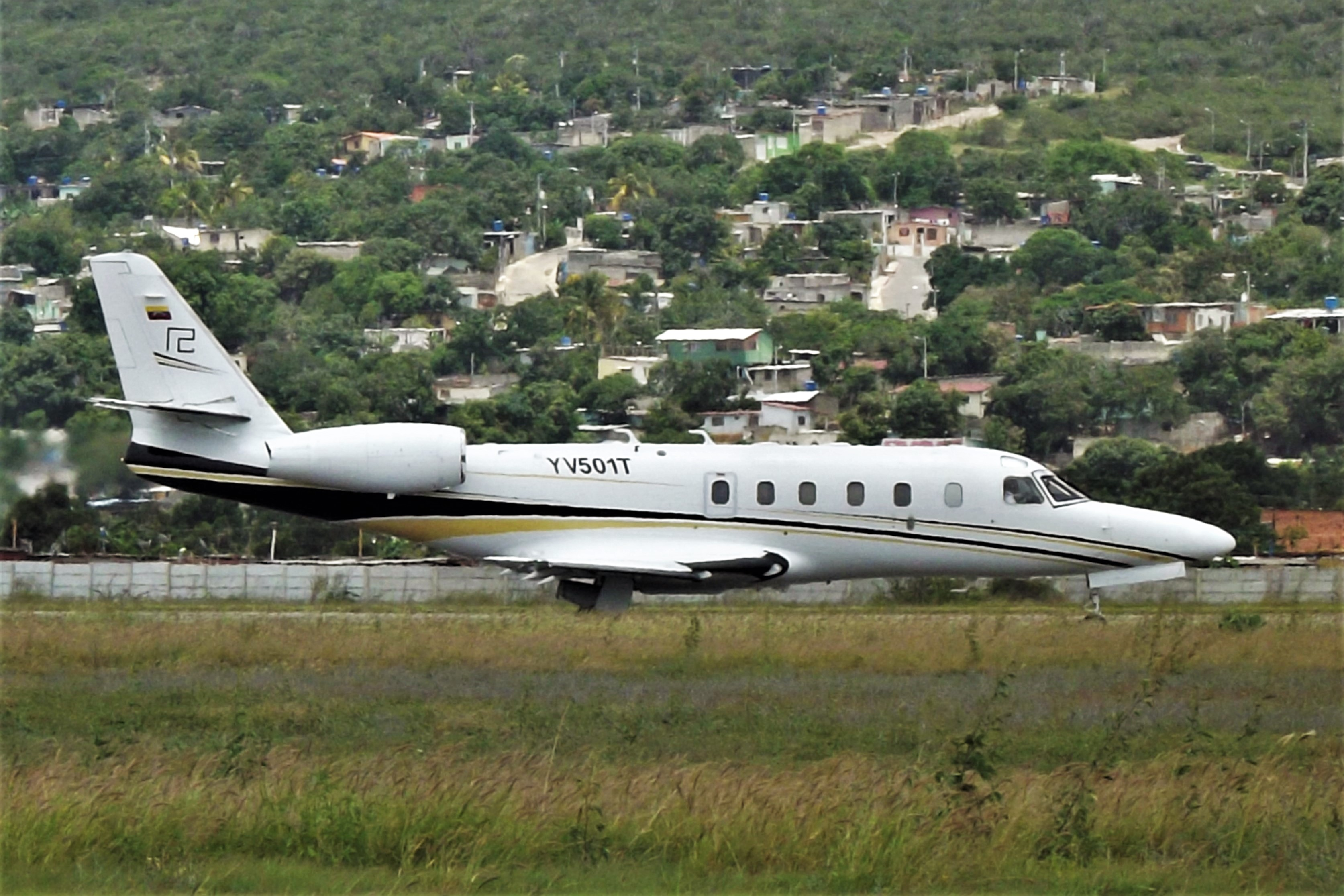
YV501T - IAI 1125 Astra

L'Astra 1125 original va ser reemplaçat per l'Astra SP, anunciat en 1989 dels quals se'n van construir 37. La tercera variant, l'Astra SPX, va volar a principis de l'agost de 1994. Aquesta variant va ser rebatejada com a G100 des de setembre de 2002 després de l'adquisició per part de Gulfstream de Galaxy Aerospace, que posseïa les certificacions d'Astra, des de maig de 2001. IAI construeix els G100 a Israel i després vola als Estats Units per concloure la seva configuració interior.
Al setembre de 2002 Gulfstream va anunciar el G150, una versió millorada del G100. Aquesta nova variant va entrar en servei en 2005.
El C-38 Courier està actualment en ús per la USAF amb el 201º Esquadró Aerotransportat a la Base de la Força Aèria Andrews a Maryland. El C-38 ha reemplaçat al C-21 Learjet. El C-38 difereix del Gulfstream G100 estàndard, mostrant un GPS militar, Navegació Aèria Tàctica, comandaments segurs de ràdio UHF i VHF, i sistema d'identificació d'aeronaus.

## Operadors
Estats Units
- USAF

## Especificacions (G100)
Característiques generals
- Tripulació: 2
- Capacitat: 4
- Càrrega: 401 kg
- Longitud: 16,96 m
- Envergadura: 16,64 m
- Altura: 5,54 m
- Pes buit: 1.496 kg
- Pes carregat: 6.531 kg
- Pes útil: 11.181 kg
- Pes màxim a l'enlairament: 11.249 kg
- Planta motriu: 2× Turbofán Honeywell TFE731-40R-200G.
  - Arrancada normal: 4.250 lb d'arrancada cadascun.Capacitat de combustible: 4.247 kg

### Rendiment
- Velocitat mai excedida (Vne): Mach .875
- Velocitat màxima operativa (Vno): 472 nusos
- Velocitat de creuer (Vc): 460 nusos
- Abast: 5.465 / 6.034 km (IFR/VFR)
- Sostre de vol: 13.716 m (45.000 pies)